# ネコ・トモ
『ネコ・トモ』は、バンダイナムコエンターテインメントよりNintendo Switch版が2018年11月1日に、ニンテンドー3DS版が2018年11月21日に発売されたゲームソフト。2020年11月19日には、新規要素を加えたNintendo Switch用ソフト『ネコ・トモ スマイルましまし』が発売された。

## 概要
2013年に発売された『クマ・トモ』（以下「前作」）に続く『「トモ」シリーズ』の2作目で、プレイヤーは、言葉を話す2匹のネコのネココとトモモ（公式名。名前は任意に設定可能）とともに生活を送る。前作に登場したクマはプレイヤーの「親友」だったが、本作のネココとトモモはプレイヤーの「家族」という位置づけになっている。
本作の企画は、前作ディレクターで本作プロデューサーの冨所弥生が育休を終えて職場復帰したあとに『クマ・トモ』の続編を作りたいと会社に申し出たことから始まった。前作は終始1対1の会話で内容を膨らませにくい部分があったことから本作では2匹+プレイヤーの「家族」という構成になった。ストーリー展開では、冨所が家族を持ったということもあり、プレイヤーとネコたちの間柄が前作のクマに比べ家族として独立した存在として描かれている。
従来のNintendo Switch版『ネコ・トモ』を購入しているユーザーは「スマイルましまし」に無料でアップデートできる。一方、ニンテンドー3DS版は「スマイルましまし」へのアップデートに対応していないが、「スマイルましまし」にプレイヤー名とネコたちの名前を引き継ぐことができる。

## 前作からの主な新要素・変更点
- ネコたちと交流することで画面上のメーターが溜まっていくという仕様は前作と同様だが、前作ではメーターが満タンになるとプレイヤーの行動が中断されてクマからの質問パートに移行していたのに対し、本作ではエピソードがストックされ任意のタイミングで進められるようになった[3]。
- 前作では久しぶりにゲームを再開するとクマが空腹になったり体が汚れたりしていたが、本作ではそうした要素が撤廃された[3]。
- おしゃべり中、リビング、ネコたちの部屋の写真が撮れるようになった[3]。
- ネココとトモモの声は前作のクマと同じく合成音声だが、本作では、前作の「AITalk」（株式会社エーアイ）に代わり「ToSpeak」（東芝）を使用している[4][5]。これに伴い、漢字や簡単な英単語の入力にも対応した[1]。
- 前作ではクマからの質問への返答に悩んだという意見が多かったことから、本作では質問された際に「なんだろう」という選択肢を選ぶとネコのほうから返答の候補を提示するようになった[5]。
- 「はげまして」「ほめて」「応援して」などの項目を指定してネコに話してほしい内容の傾向を伝えることができる「あなたのお話」機能を追加[6]。
- 前作のスマートフォン版ではクマが季節や日付に関する話題を毎日提供する「今日のお話」というモードがあったが、本作でも「まいにちのお話」という同様のモードが収録されている[6]。
- 部屋の家具などを変更する模様替えを行うことができる[5]。
- ネコたちにプレゼントをあげることができる。プレゼントしたものはネコたちが使用したり部屋に飾られたりする[5]。
- 前作ではボディーカラーを変更することができたが、本作ではそれに加えて体の柄や目の色を変更することもできる[5]。

### 「スマイルましまし」からの追加要素
- 仕立て屋で任意のデザインの服を作れるようになった[2]。
- 写真館で任意の背景、ポーズ、表情を設定して写真を撮れるようになった[2]。
- 以前までは1時間ほどプレイするとネコが満足してそれ以上プレイできなくなるという仕様だったが、「ひと休みボタン」を押しておしゃべりを続けられるようになった[1]。
- 会話の早送りができるようになった[1]。

## ストーリー
「キャトワル」というウチュウネコのいる星から来た猫型宇宙人。キャトワルは資源が少なく、星全体で飢餓の状態にあるらしい。そのため、日々争いが止むことはなく混沌の中猫たちは暮らしていた。そんな暮らしに嫌気が差した、本作のメインキャラの2匹の猫が地球に亡命をした。物語の大半の間その設定を隠してプレイヤーの家に居候をする。そして、ある程度親密になったタイミングで宇宙から来た猫だということをカミングアウトする。その事実を知らされ嫌いになったかを聞いてくる2匹であったが、主人公はそれを受け入れる（選択肢にNOはない）。なお、地球に多く存在する普通の猫も遥か昔にキャトワルから来た宇宙人という設定である。

## コラボレーション

### あいことば関連
公式サイトに掲載されている「あいことば」各種を作品内で入力すると、以下の作品に関する特別なおしゃべりを聞くことができる。
（『ねこ、はじめました』以外は全てバンダイナムコエンターテインメントのゲームソフト）
- ねこ、はじめました
- アイドルマスター SideM
- アイドルマスター シャイニーカラーズ
- アイドルマスター シンデレラガールズ
- アイドルマスター ステラステージ
- アイドルマスター ミリオンライブ!
- GOD EATER 3
- 太鼓の達人 Nintendo Switchば〜じょん!
- テイルズ オブ ヴェスペリア REMASTER
- プロ野球 ファミスタ 2020

### 「スマイルましまし」関連
- 仕事猫 - 仕事猫および仕事猫風のネココとトモモのイラスト入りTシャツなどの着せ替え衣装が手に入るほか、仕事猫の定番である「ヨシ！」のポーズをネココとトモモにさせることもできる。
- ハローキティ - キティとミミィ風の着せ替え衣装が手に入る。
- おじさまと猫 - 作品に登場する猫の「ふくまる」のイラスト入りTシャツが手に入るほか、ネココとトモモの体色をふくまる風にすることもできる。

## 漫画作品
ネコ・トモ（もりちかこ）
『ちゃお』（小学館）2018年9月号から2019年4月号で連載。
ネコ・トモ（かなき詩織）
『ぷっちぐみ』（小学館）2018年10月号から2019年4月号で連載。